# Synagoga Stowarzyszenia Braci Gminy w Poznaniu
Synagoga Stowarzyszenia Braci Gminy w Poznaniu – nieistniejąca obecnie synagoga znajdująca się w narożniku ulic Szewskiej i Dominikańskiej w Poznaniu.

## Historia
Pierwsze ruchy reformatorskie w europejskich społecznościach żydowskich pojawiły się na początku XIX wieku i miały na celu asymilację mniejszości żydowskich z resztą społeczeństwa. W tym celu zrezygnowano z niektórych obrzędów religijnych, nadal obecnych w judaizmie ortodoksyjnym, a nabożeństwa zaczęto odprawiać w języku niemieckim. Pierwszą synagogę reformowaną zbudowano w 1810 roku w Seesen.
Synagoga Stowarzyszenia Braci Gminy była pierwszą reformowaną bożnicą w Poznaniu. Powstała na miejscu Najstarszej Synagogi, z inicjatywy Izraelickiego Stowarzyszenia Braterskiego (niem. Israelitischer Brüderverein), założonego w 1834 roku, które w statucie za swoje główne cele uznało: utrzymywanie synagogi, pomoc biednym dzieciom i członkom stowarzyszenia w potrzebie lub chorobie. Fundatorami nowej bożnicy, wybudowanej w latach 1856–1857, zostali przedstawiciele burżuazji i inteligencji żydowskiej.
Projekt synagogi, jako prywatny, nie podlegał zatwierdzeniu Naczelnej Deputacji Budowlanej, ani zatrudnienia urzędowych architektów i budowniczych. Nazwisko architekta synagogi pozostaje nieznane, choć z dużym prawdopodobieństwem można stwierdzić, że był to Gustav Schultz – niemiecki architekt znany z wykorzystywania nowoczesnych rozwiązań, pracujący m.in. w Poznaniu dla niemieckich i żydowskich klientów. Budynek synagogi, zaprojektowany na planie prostokąta, usytuowano dłuższym bokiem (34 metry) do ulicy Dominikańskiej, a krótszym (32 metry) do ulicy Szewskiej. Ściany bożnicy przylegały do sąsiednich kamienic, tak że widoczna była jedynie południowa i wschodnia elewacja.
Pierwszy remont budynku przeprowadzono w latach 80. XIX wieku – prawie 30 lat od jego wybudowania. Zlikwidowano wtedy jedną z klatek schodowych i na jej miejscu umieszczono emporę organową. W  latach 1883–1884, do zachodniej ściany świątyni dobudowano nową Synagogę Stowarzyszenia Przyjaciół Dobroczynności. Następny remont odbył się w latach 1912–1913 i miał dużo poważniejszy przebieg.
Od 7 marca 1933 roku dawny pokój rabina pełnił funkcję siedziby Związku Organizacji Syjonistycznej, a mieszkanie kantora pozostawało zamknięte pod kluczem znajdującym się w siedzibie gminy. Obie bożnice przy ulicy Dominikańskiej ucierpiały podczas II wojny światowej, w 1945 roku i rozebrano je dwa lata później. Od tego momentu parcela pozostawała pustym, niewykorzystanym placem. Podczas nadzoru archeologicznego przeprowadzonego w latach 1981–1983 natknięto się na ślady przypisane: przedlokacyjnej osadzie św. Gotarda, datowanej na przełom XII i XIII wieku, miastu lokacyjnemu i czasom późniejszym. W 2014 roku przeprowadzono następne badania archeologiczne związane z planowaną inwestycją. Natknięto się wówczas na ślady dwóch drewnianych zespołów mieszkalnych z drugiej połowy XIV wieku oraz na kamienne fundamenty dawnych bożnic. W latach 2014–2015 na miejscu dawnych synagog powstał 5-kondygnacyjny budynek mieszkalny Dominikańska 9 z obszarem usługowym na parterze.

## Architektura
Bryłę bożnicy zaprojektowano w formach kubicznych, na planie prostokąta złożonego z trzech partii: trójdzielnego przedsionka na zachodzie, centralnej sali głównej i rozbudowanej partii wschodniej, mieszczącej w swoim centralnym miejscu apsydę z Aaron-ha-kodeszem i dwie klatki schodowe po bokach. Prowadziły one na drewniane empory kobiece, otaczające wnętrze sali głównej i oparte na 16 drewnianych kolumnach. Taki wzór rozplanowania został wykorzystany również w synagodze w Kassel oraz w kościele św. Piotra w Poznaniu. W parterowej sali męskiej i na emporach znajdowało się łącznie 150 ławek mieszczących 900 osób. Trzyczęściowy przedsionek został poprzedzony wąskim dziedzińcem, dostępnym przez bramę wjazdową od strony ulicy Dominikańskiej. Ceglany budynek został niejednolicie otynkowany i przekryty płaskim dachem wspartym na drewnianej konstrukcji nośnej i wyposażonym w, nie wykorzystywane wcześniej w Poznaniu, 72 tafle ze szkła matowego doświetlające wnętrze. Tę samą rolę spełniały również dwa rzędy okien w południowej elewacji budynku.
Największym dylematem architektów w okresie planowania synagogi była elewacja. Przy jej projektowaniu należało uwzględnić dwa czynniki: czy forma fasady powinna asymilować się z formami znanymi wśród społeczeństwa dominującego, czy pozostać w zgodzie z nakazami religijnymi oraz jak poradzić sobie z problemem stosowności, wynikającym z położenia kościoła dominikańskiego, bezpośrednio po drugiej stronie ulicy Szewskiej. W efekcie finalnym zdecydowano się na nadanie budynkowi charakteru średniowiecznej architektury świeckiej. Poprzez np. gzyms w formie krenelaża, subtelne boniowanie, wąskie okna parterowe, wieżyczki, czy oddanie podziałów wewnętrznych na licu fasady osiągnięto efekt „architektury mówiącej”. Elewacja odróżniała się nieco od form kojarzonych z kamienicami czy fabrykami; przywoływała, natomiast, na myśl średniowieczne budowle o funkcjach obronnych, symbolizując w ten sposób „twierdzę wiary”, jaką stał się budynek przechowujący najważniejsze zwyczaje i prawdy judaizmu, kryjący w swoim wnętrzu tradycyjny wystrój.
W czasie remontu przeprowadzonego w latach 1912–1913 zmianom uległa większość elementów synagogi. Jedynymi pozostałościami pierwotnego budynku były mury obwodowe i trójpodział wnętrza. Przeprowadzono wówczas nowy ciąg komunikacyjny pomieszczeń bożnicy. Dziedziniec w zachodniej części budynku przekształcono w dwie szatnie męskie i dostępną od ulicy klatkę schodową, prowadzącą do dwóch szatni damskich, przedsionka oraz empor. W skrajnych otworach okiennych południowej elewacji umieszczono dwa wejścia: zachodnie prowadziło do sali męskiej, a wschodnie na emporę organową. Remont synagogi poprzedzono kupnem i wyburzeniem fragmentu kamienicy przy ulicy Szewskiej 6. Na pustej działce, o powierzchni zbliżonej do istniejącej synagogi, wzniesiono dodatkowe pomieszczenia połączone ze świątynią: dom rabina i kantora oraz synagogę tygodniową. W trakcie przebudowy bożnicy wiele jej fragmentów wymieniono na konstrukcje z żelazobetonu. Wymianie poddano wtedy m.in. konstrukcje schodów, emporę kobiecą, którą oparto na ośmiu kolumnach i sklepienia, które przebudowano na krzyżowe. Prawdopodobnie podczas tej renowacji, do narożnych wieżyczek, na wzór sąsiedniej Synagogi Stowarzyszenia Przyjaciół Dobroczynności, dobudowano małe kopułki.